# Qeelin
Qeelin 是一家高級珠寶公司，公司品牌以中華傳統文化圖騰為設計精髓，創造出跨越國界、饒富寓意，並適合日常佩戴的當代臻品。Qeelin 取名自 Qilin，即「麒」，一種吉祥的中國神話動物，也是愛的象徵。
Qeelin 由陳瑞麟 (Dennis Chan) 和 Guillaume Brochard 於 2004 年創立。公司總部設於，母公司為法國奢侈品集團。

## 

### 
設計師陳瑞麟 (Dennis Chan) 於 1997 年沿絲綢之路參觀敦煌石窟時，突生創造一個強烈中國文化色彩的奢侈品牌的想法。2004 年，他聯同 Guillaume Brochard 在巴黎創立高級珠寶公司 Qeelin。Qeelin 的第一個系列 Wulu，經國際著名女演員張曼玉在 2004 年戛納電影節上穿戴後成為熱潮。
2009 年，Qeelin 在巴黎開設了第一家店舖，店址設在巴黎皇家宮殿內。

### 開雲注資
2013 年 1 月，法國奢侈品集團 PPR (現為 開雲) 取得 Qeelin 的多數股權，這是集團第一次在中國進行的收購。其時，Qeelin 在全球已擁有 50 名員工和 14 家商店。
此次收購令 Qeelin 得以加速擴充（首年增加了七家新店），並推出首個高級珠寶系列。2015 年，Guillaume Brochard 離開公司，Christophe Artaux 接任為 Qeelin 的行政總裁。

### 里程碑
2004 年，設計師陳瑞麟聯同 Guillaume Brochard 在巴黎創立了 Qeelin。第一個首飾系列 Wulu，經國際著名女演員張曼玉在 2004 年戛納電影節上穿戴後成為熱潮。
2009 年，在巴黎皇家宮殿內開設了第一家店舖。
2013 年 1 月，法國奢侈品集團 PPR（現為開雲）取得多數股權。
2015 年，Christophe Artaux 接任 Guillaume Brochard 為行政總裁。同年，Qeelin 開始在美國分銷。
2018 年，中國女演員古力娜扎擔任品牌形象大使。
2019年，中國女演員馬思純擔任品牌代言人。
2020年至今，中國女演員劉詩詩擔任品牌代言人。
2022年，中國男演員劉昊然擔任品牌代言人。
2023年：韩国歌手兼演员林允儿成为第一位成为Qeelin品牌代言人的韩国艺人。。

## 產品設計
該公司的第一個系列 Wulu，靈感取自中國傳統的吉祥物葫蘆，中國傳統的吉祥物。受到中華傳統文化圖騰和中國古代神話傳說的啟發，Qeelin 其後的創作也沿用了相關意念，如系列熊貓 (Bo Bo)、鈴鐺 (Ling Long)、接吻金魚(Qin Qin)和小狗 (Wang Wang)。
2009 年，Qeelin 推出了一系列稀有翡翠珠寶。 2010 年，Qeelin 推出了一套為國際著名女演員張曼玉佩戴設計的手鐲。2012 年，Qeelin 推出了 XiXi 系列，以誌中國文化中的舞獅子。2016 年，Qeelin 與中國視覺藝術家陳漫合作設計限量版 Bo Bo 吊墜。2017 年，Qeelin 發布了8 款以公雞為主題的設計，以慶祝中國十二生肖中的雞年。

## 零售

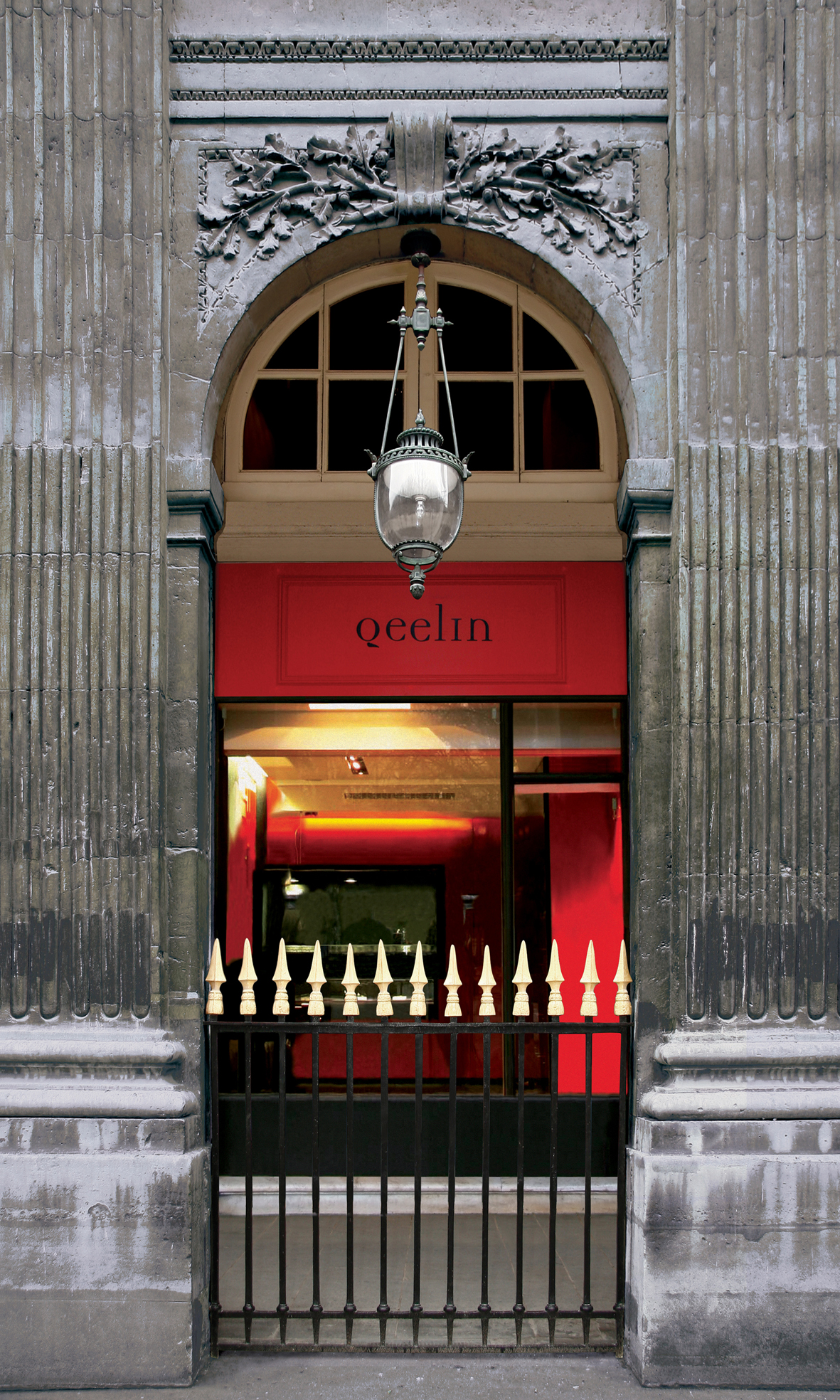
Qeelin 於巴黎皇家宮殿的店舖

### 業務概況
Qeelin 是一家高級珠寶公司，產品使用精湛工藝製作，設計靈感源至中華傳統文化圖騰，同時秉持「東西合璧」的理念，使其迎合國際市場。
Qeelin 於 2009 年開設了第一家在台灣的門店，而上海的首家門店也於 2010 年登陸。2014 年 6 月，公司宣布有意在兩年內將中國的 Qeelin 門店數量擴充至 24 家。2015 年，Qeelin 開始在美國分銷。2017 年，Qeelin 開設了在泰國的第一家門店。2018 年，Qeelin 邀請中國著名女星古力娜扎擔任其新品牌形象大使。

### 零售店舖
Qeelin 在全球經營著 32 家商店和 4 家免稅商店，部分包括：
- 法國巴黎，巴黎皇家宮殿皇宮
- 香港，半島酒店
- 中國北京，王府中心
- 澳門，澳門威尼斯人
- 加拿大多倫多，Holt Renfrew
- 美國紐約，Carat & Co
- 泰國曼谷，Sette

## 管理層
Qeelin 總部位於香港，為法國奢侈品集團開雲所有。

### 行政總裁
·       2004 年至 2015 年: Guillaume Brochard
·       2015 年起: Christophe Artaux

### 
·       2004 年起: 陳瑞麟 (Dennis Chan)  (亦為創辦人)